# Ocellularia auratipruinosa
Ocellularia auratipruinosa är en lavart som beskrevs av Breuss. Ocellularia auratipruinosa ingår i släktet Ocellularia och familjen Graphidaceae.   Inga underarter finns listade i Catalogue of Life.